# Université de Camerino
L'Université de Camerino (en italien, Università degli studi di Camerino, abrégé en Unicam) est une université italienne, dont le siège est à Camerino, une petite ville dans la région des Marches.

## Historique
Fondée en 1336 sous le nom Universitas Studii Generalis, l'université de Camerino a été réformée par le pape Benoît XIII en 1737 avec la bulle Liberalium disciplinarum.

## L'université aujourd'hui
Il y a 1 354 étudiants pour chaque 1 000 résidents en ville : c'est la seule université italienne qui compte plus d'étudiants que de résidents habitant la ville.
Elle dispose de cinq facultés (Architecture, Pharmacie, Droit, Médécine vétérinaire et Sciences et Technologie).
Son recteur est Flavio Corradini.
Elle a également des implantations à Matelica, Ascoli Piceno et San Benedetto del Tronto.